# Corredor Verde de Monsanto

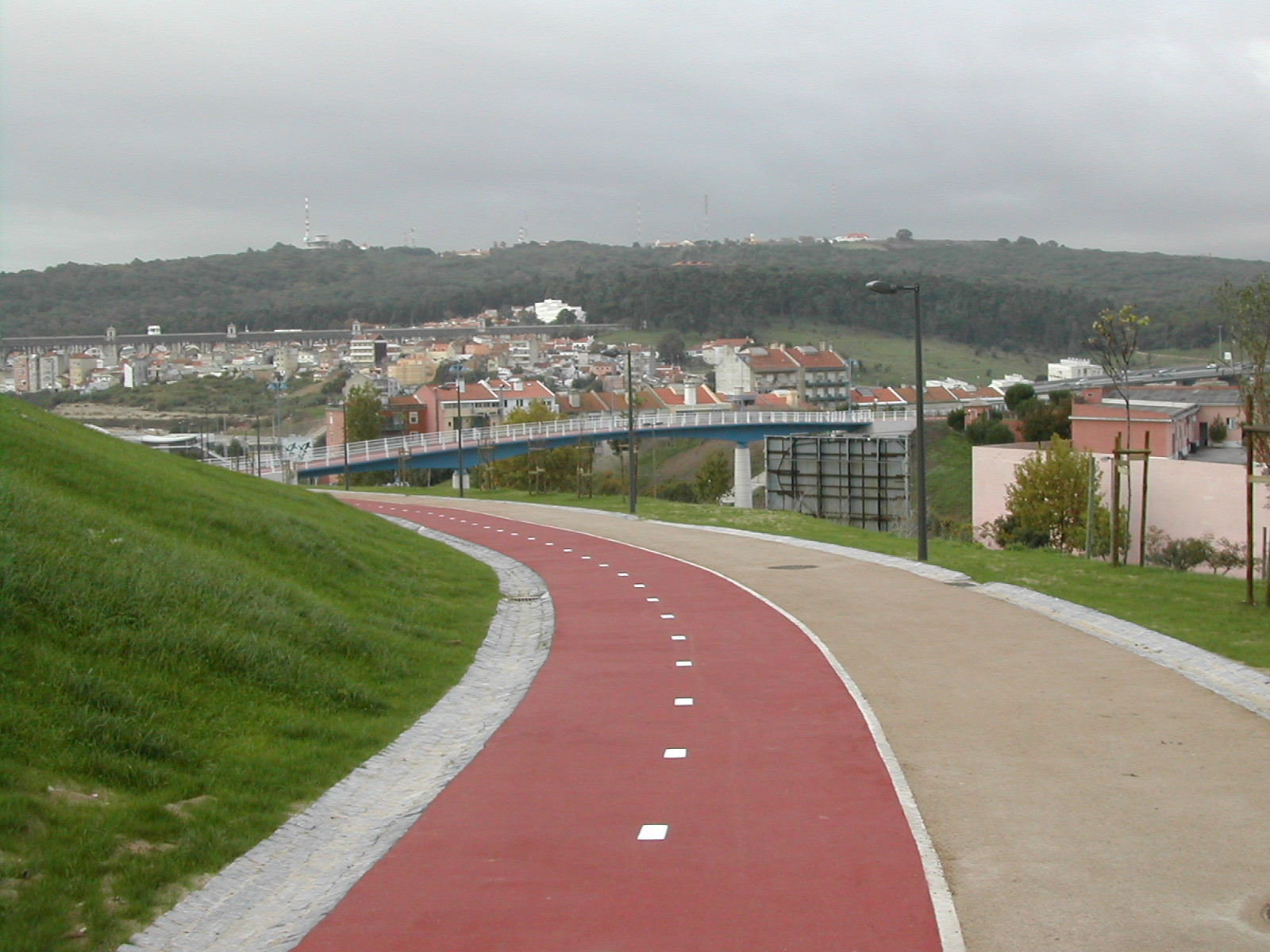
Corredor Verde em direção ao Parque Florestal de Monsanto

O Corredor Verde de Monsanto, também conhecido como Corredor Verde de Lisboa é um dos corredores verdes construídos ou reabilitados em Lisboa.
O Corredor faz a ligação entre a Praça dos Restauradores e o Parque Florestal de Monsanto para peões e bicicletas, por meio de um corredor contínuo de vegetação que se estende pela Avenida da Liberdade, Parque Eduardo VII, Jardim Amália Rodrigues, relvados do Palácio da Justiça de Lisboa, parque Ventura Terra, "Jardins dos Jogos", "jardins de Campolide", Universidade Nova de Lisboa e Quinta José Pinto. O atravessamento da Avenida Calouste Gulbenkian é feito por um viaduto construído para o efeito.